# Procryptocerus belti
Procryptocerus belti är en myrart som beskrevs av Auguste-Henri Forel 1899. Procryptocerus belti ingår i släktet Procryptocerus och familjen myror. Inga underarter finns listade i Catalogue of Life.